# Modus
Modus (pl. modi) – pojęcie filozoficzne o wielu znaczeniach. 
W filozofii średniowiecznej słowem modus określano sposób bycia określonej rzeczy. W filozofii XVII i XVIII w. była to zmienna cecha przedmiotu lub (jak np. w monistycznej filozofii Spinozy) przemijające stany jednej, wiecznej i nieskończonej substancji powszechnej.
W logice słowo modus oznacza odmianę wnioskowania – zob.:
- modus tollens
- modus tollendo ponens
- modus ponendo tollens.

W muzyce modus oznacza typ skali muzycznej w średniowieczu (np. modus joński, modus dorycki) – zob. skale modalne.
W prawie rzymskim nazywano tak polecenie będące jednym z accidentalia negotii.